# 武田信高
武田 信高（たけだ のぶたか、応永23年（1416年）- 文明12年（1480年））は、室町時代の武将で上総武田氏第2代当主。武田信長の嫡男。武田信興（真里谷家）、武田道信（庁南家）、佐瀬国信らの父。上総介。

## 武田伊豆千代丸
一般には、この信高は、信長の叔父で甲斐守護武田信元（もと穴山満春）の猶子となりその後継となった伊豆千代丸（いずちよまる）と同一人物とされている。
だが、一方で『甲斐国志』においては、伊豆千代丸は永享5年（1433年）に甲斐国内で戦死したとも書かれている（ただし同書が江戸時代後期の編纂物であるため、信憑性についての問題がある事には留意すべきである）。このため、両者が同一人物とは必ずしも断言することはできない。この伊豆千代丸は信元の跡を受けて甲斐武田氏の当主となる約束であったが、信長が跡部氏の支配を崩せなかったため反故となっている。

## 上総における信高
（上記伊豆千代丸が信高と同一人物とする説では、）伊豆千代丸は信長と共に甲斐を去った後に元服を行い、「信高」と名乗ったとされている。その後、父・信長に従って上総国に入り、後に信長が真里谷城を築くとその城主となった。寛正4年（1463年）に父の隠居に伴って本拠地である庁南城に入って当主となったとされている。父が死んだ文明9年（1477年）に起きた五十子の戦いでは、古河公方足利成氏を援けて参戦したともいう。だが、その3年後に病気のために没した。

## その後の上総武田氏
系譜では、信高の跡は子の道信が継いだ（庁南武田氏）。また、子の信興は真里谷城を拠点とする真里谷武田氏の祖となった。
しかし、近年になって黒田基樹は造海城近くの三柱神社にある文明17年（1485年）に奉納された棟札にある「大檀那武田八郎氏信年十一歳」とする記述があるのに着目している。黒田は八郎が信長も名乗った仮名であることから、氏信は世代的に信長の嫡孫で同時期に上総武田氏の宗家当主として造海城にいた可能性が高いとしている。系譜に従えば、氏信は信高の子となるが、氏信の父に関する記録は無いため断定はできない（そもそも、氏信の名前は現存する上総武田氏の系譜には載せられていない）。また、黒田は世代的に系譜では信高の子とされているが寛正年間（1460年－1466年）には活動が見られる武田清嗣（事績より信興と同一人物と推定される）と文明7年（1475年）生まれの氏信の年齢差が大きすぎるため、清嗣は信長の庶子が正しく、祖父・父の死によって幼くして家督を継いだ氏信に代わって上総武田氏の主導権を握って、真里谷・庁南の祖となったと推測している。